# Camassia scilloides
Camassia scilloides là một loài thực vật có hoa trong họ Măng tây. Loài này được (Raf.) Cory mô tả khoa học đầu tiên năm 1936.

## Hình ảnh

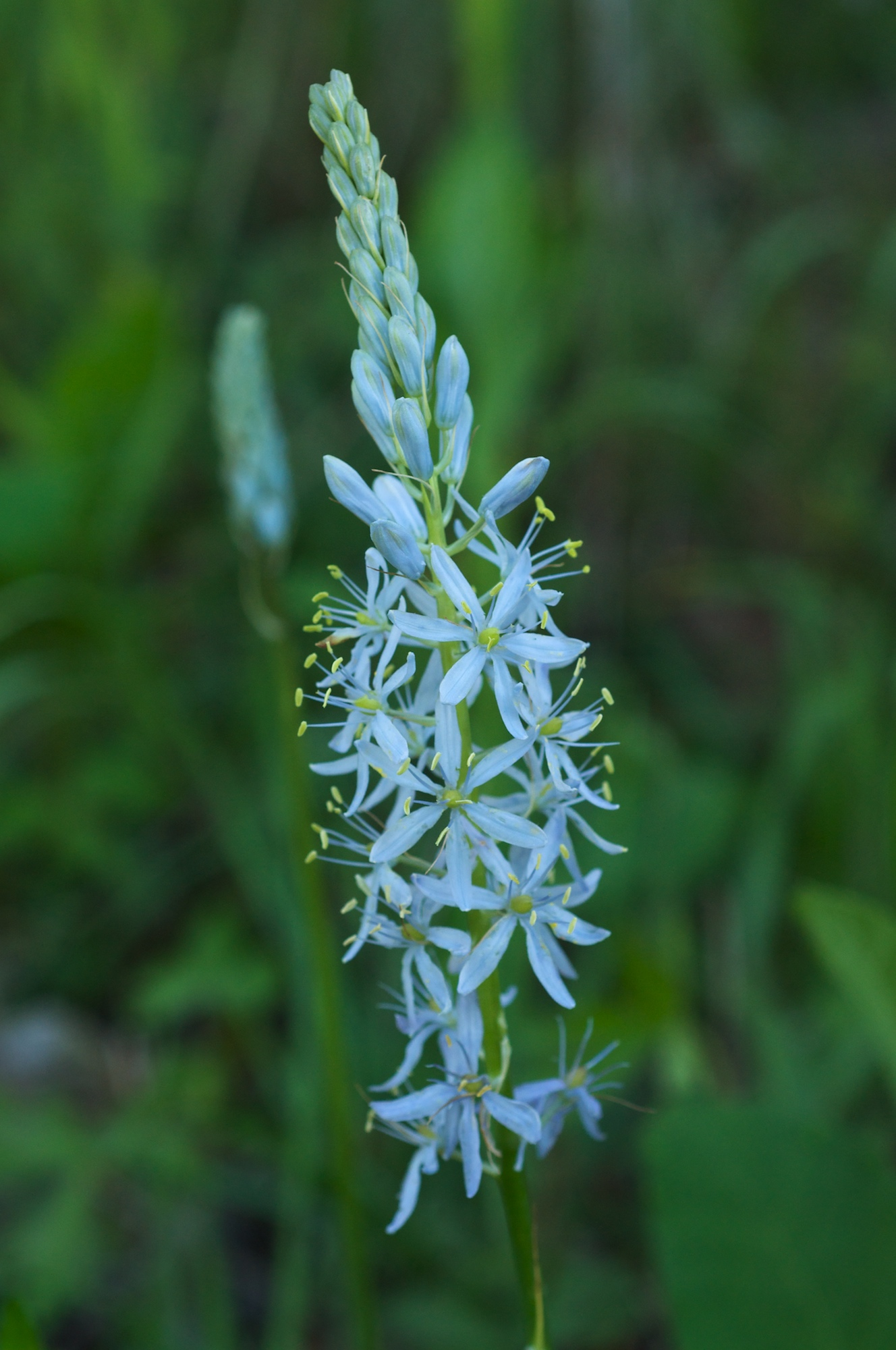
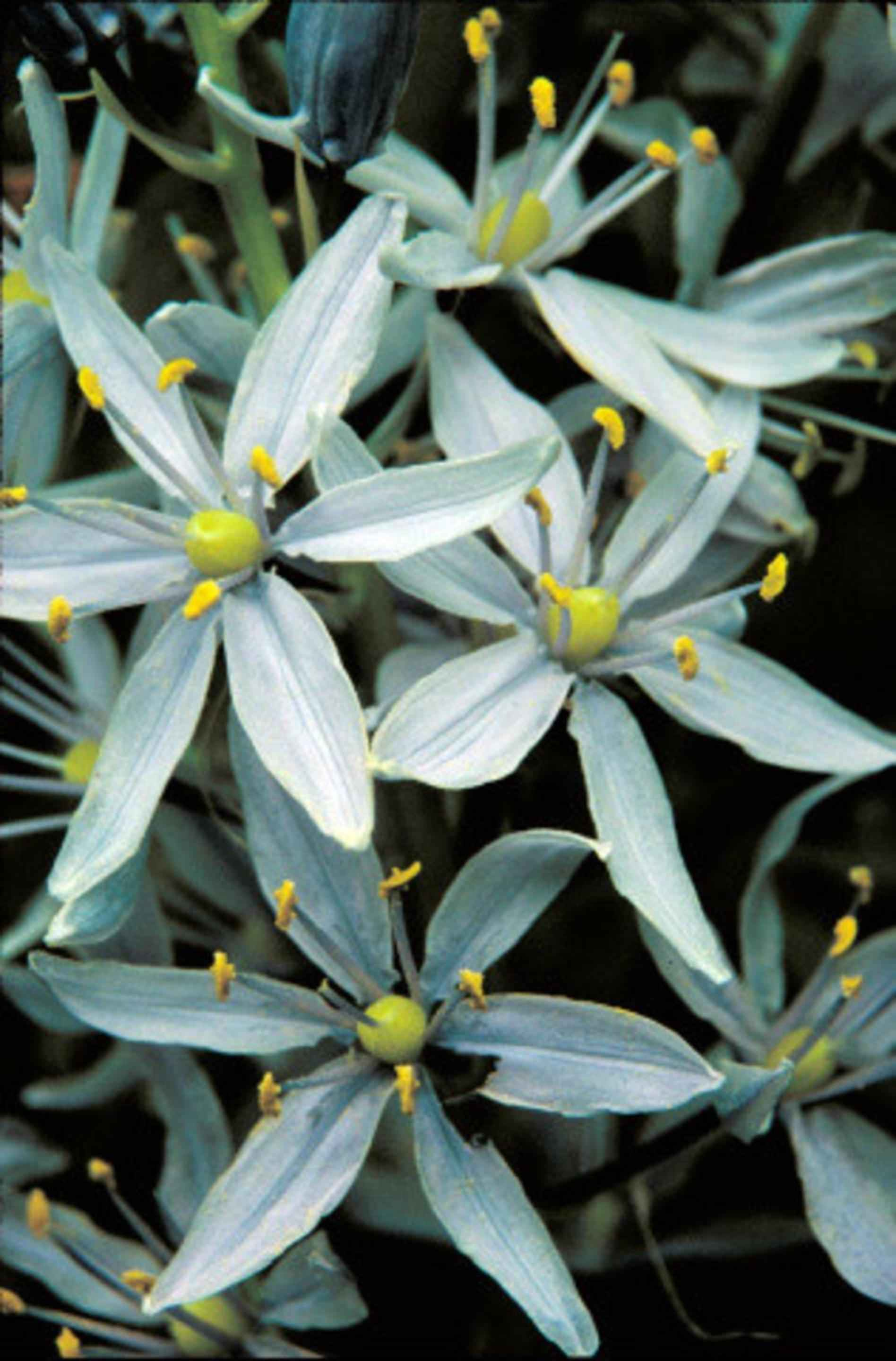
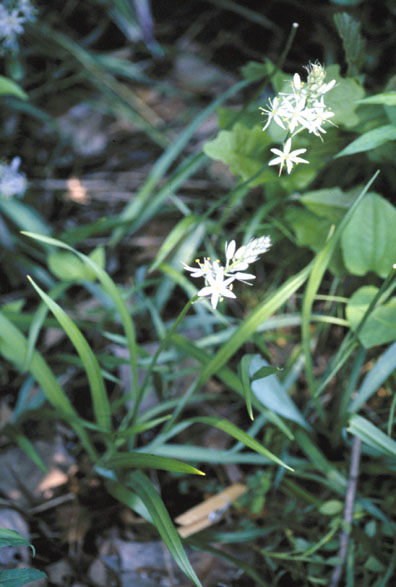
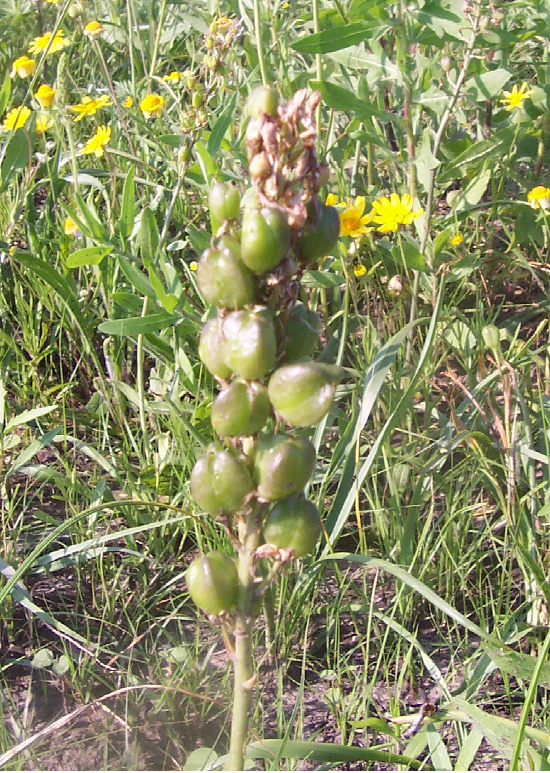